# Club Melilla Baloncesto
El Club Melilla Baloncesto es un Club de baloncesto de España con sede en Melilla y que milita actualmente en Primera FEB, segunda categoría del baloncesto español.
Su pabellón es el Javier Imbroda Ortiz, que cuenta con un aforo de 2900 espectadores.

## Historia
En el año 1991 nace el que sería el embrión del actual Melilla Baloncesto. Por aquella época, un grupo de melillenses decidieron dar a Melilla un equipo en categoría nacional, y bajo la denominación de Unicaja Melilla, como filial del Unicaja de Málaga y bajo la presidencia de Francisco Díaz Corvera, el proyecto echa a andar. El Unicaja Melilla jugó durante cinco años en la 1.ª División Nacional, hasta el año 1996, año de creación de la LEB.
En esta primera etapa cabe recordar a importantes jugadores como el caso de Joe Wallace, que firmó a mitad de campaña por el Real Madrid, o el primer norteamericano del baloncesto melillense como fue Eddie Amos.
-En las filas del club pasaron jugadores ilustres de la talla de Gaby Campos, Gaby Ruiz, Jesús Lázaro, Cedric Moore, Curro Ávalos, Ernesto Serrano, Dan Godfread, Michael Angelo Wilson, Daniel López Alcañiz, Roland Rulant Jr, Josemi García...son algunos de los jugadores más importantes que pasaron por el club.
En el año 1996, el Melilla Baloncesto se embarca en un proyecto que por aquel entonces se llamaba “Liga Española de Baloncesto” y se convertiría en la segunda liga de España tras la ACB. Por aquel entonces ya la denominación del equipo pasó a ser Club Melilla Baloncesto y bajo la batuta de Pepe Rodríguez comenzaba una estancia en la LEB que ya dura catorce años, siendo por tanto el único equipo que disputado todas las ediciones de la misma. En esta etapa el club contó con los servicios de jugadores ilustres.
En el año 1999 el Melilla Baloncesto logra su primer título oficial, la copa de S.M el Príncipe de Asturias, en el Centro de Tecnificación de Alicante, dando la sorpresa ya que el conjunto melillense conseguía en el último momento el billete para disputar dicha competición. Esa misma temporada el Melilla Baloncesto, por entonces Caja Rural Melilla, lograba también la mejor clasificación de su historia al terminar 2.º al término de la fase regular.
De nuevo en el año 2001, el club por entonces presidido por Díaz Corvera, lograba su segunda Copa Príncipe, esta vez como anfitrión en el Ciudad de Melilla y bajo la dirección del técnico melillense Javier Nieto.
Los siguientes años el decano de la competición se mantendría en los puestos medios de la clasificación, sin lograr entrar en playoffs.
Sería ya en la temporada 2008/09 bajo la presidencia de Jaime Auday y con Paco Olmos de entrenador, cuando el conjunto de la ciudad autónoma volvería a realizar otra temporada histórica. Esa temporada el Melilla Baloncesto terminaba tercero al final de la liga regular, conseguía el subcampeonato de la copa de S.M el Príncipe y jugaba la Final de la Final A4 de ascenso a la ACB frente al Lucentum Alicante.
En la temporada 2009/2010 en club contó con los servicios de un nuevo entrenador, Gonzalo García de Vitoria, tras la marcha de Paco Olmos al Vive Menorca, el inicio de temporada fue esperanzador con la llegada de jugadores como Taylor Coppenrath, Ondrej Starosta, Jason Robinson...y otros, el club consiguió quedar campeón de invierno consiguiendo así la clasificación para la Copa Príncipe en su estadio para después ganarla por 3.ª vez ante el Vive Menorca. Al final de la temporada el club acabó en la 2.ª posición, otorgándole así el derecho a disputar los playoff de ascenso a la Liga ACB siendo eliminado en semifinales por el Ford Burgos.
En la temporada 2010/2011 el club tuvo que apostar por gente joven tras el gran recorte presupuestario y la marcha de jugadores muy importantes como  Jason Robinson, Rafael Huertas, Oscar González, Taylor Coppenrath, Ondrej Starosta. Las incorporaciones más destacadas fueron Miguel Montañana, Bud Eley, Jason Detrick, Robert Glenn, Oscar Yebra.
La temporada 2011/2012 resulta una de las más espectaculares en la historia del club al alcanzar la final de play-offs contra Menorca Bàsquet, tras eliminar a Lleida Bàsquet y Cáceres Patrimonio de la Humanidad en el quinto partido de ambas series.
La temporada 2012/2013 ha sido la peor en la historia del club, finalizando últimos con un balance de 6 victorias y 20 derrotas y el consiguiente descenso a LEB Plata. A pesar del descenso deportivo, consiguió el ascenso administrativo y en la temporada 2013/14 seguirá militando en la LEB Oro, siendo el único equipo que ha disputado todas las ediciones.

## Palmarés
- Copa Princesa de Asturias de baloncesto: 3 títulos
  - Campeón: 1999, 2001 y 2010.
  - Subcampeón: 2009 y 2016

## Afición

### La Marea Azul
La afición del Melilla Baloncesto es una de la más fieles que existen en las ligas FEB. Sin duda se trata de un público exigente que ha visto baloncesto de muchos quilates a lo largo de los años.

## Denominaciones
- Unicaja Melilla (1991-1992)
- Melilla Baloncesto (1992-1995)
- Melilla V Centenario Argentaria (1995-1997)
- Melilla Caja Rural (1997-1998)
- Caja Rural Melilla (1998-2001)
- Melilla Baloncesto (2001-2008)
- Club Melilla Baloncesto (2008-2020)
- Melilla Sport Capital Club Melilla Baloncesto (2020-2023)
- Mellilla Ciudad del Deporte (2023-)

## Trayectoria
| Temporada | Nivel | División         | Pos. | Postemporada             | TR    | PO  | Copa          | Copa |
| --------- | ----- | ---------------- | ---- | ------------------------ | ----- | --- | ------------- | ---- |
| 1991-92   | 2     | Primera División | 16.º | B1-PO descenso (14.º)    | 7-23  | 4-6 | –             | –    |
| 1992-93   | 2     | Primera División | 10.º | B4 (25.º)                | 15-15 | 2-4 | –             | –    |
| 1993-94   | 2     | Primera División | 7.º  | (23.º)                   | 17-13 | –   | –             | –    |
| 1994-95   | 2     | Liga EBA         | 6.º  | Fase clasificación (6.º) | 15-11 | 3-7 | –             | –    |
| 1995-96   | 2     | Liga EBA         | 4.º  | Fase clasificación (5.º) | 20-10 | 0-2 | –             | –    |
| 1996-97   | 2     | LEB              | 6.º  | Cuartos final (7.º)      | 16-10 | 4-3 | –             | –    |
| 1997-98   | 2     | LEB              | 9.º  | Octavos final (10.º)     | 10-14 | 1-3 | Copa Príncipe | CF   |
| 1998-99   | 2     | LEB              | 2.º  | Semifinal (3.º)          | 18-8  | 4-4 | Copa Príncipe | C    |
| 1999-00   | 2     | LEB              | 3.º  | Cuartos final (5.º)      | 20-10 | 0-3 | Copa Príncipe | SF   |
| 2000-01   | 2     | LEB              | 12.º | –                        | 11-19 | –   | Copa Príncipe | C    |
| 2001-02   | 2     | LEB              | 7.º  | Cuartos final (7.º)      | 15-15 | 2-3 | –             | –    |
| 2002-03   | 2     | LEB              | 11.º | –                        | 13-17 | –   | –             | –    |
| 2003-04   | 2     | LEB              | 10.º | –                        | 16-18 | –   | –             | –    |
| 2004-05   | 2     | LEB              | 12.º | –                        | 14-20 | –   | –             | –    |
| 2005-06   | 2     | LEB              | 15.º | –                        | 14-20 | –   | –             | –    |
| 2006-07   | 2     | LEB              | 13.º | –                        | 15-19 | –   | Copa Príncipe | SF   |
| 2007-08   | 2     | LEB Oro          | 10.º | –                        | 15-19 | –   | –             | –    |
| 2008-09   | 2     | LEB Oro          | 3.º  | Final (3.º)              | 23-11 | 3-1 | Copa Príncipe | SC   |
| 2009-10   | 2     | LEB Oro          | 2.º  | Semifinal (4.º)          | 25-9  | 4-5 | Copa Príncipe | C    |
| 2010-11   | 2     | LEB Oro          | 11.º | –                        | 14-20 | –   | –             | –    |
| 2011-12   | 2     | LEB Oro          | 5.º  | Final (3.º)              | 20-14 | 7-7 | –             | –    |
| 2012-13   | 2     | LEB Oro          | 14.º | Descenso                 | 6-20  | –   | –             | –    |
| 2013-14   | 2     | LEB Oro          | 11.º | –                        | 10-16 | –   | –             | –    |
| 2014-15   | 2     | LEB Oro          | 9.º  | Cuartos final (9.º)      | 13-15 | 0-2 | –             | –    |
| 2015-16   | 2     | LEB Oro          | 2.º  | Final (2.º)/ Ascenso     | 22-8  | 9-2 | Copa Princesa | SC   |
| 2016-17   | 2     | LEB Oro          | 7.º  | Cuartos final (7.º)      | 19-15 | 0-3 | –             | –    |
| 2017-18   | 2     | LEB Oro          | 5.º  | Final (3.º)              | 21-13 | 8-6 | –             | –    |
| 2018-19   | 2     | LEB Oro          | 5.º  | Semifinal (4.º)          | 21-13 | 3-3 | –             | –    |
| 2019-20   | 2     | LEB Oro          | 6.º  | –                        | 15-9  | –   | –             | –    |
| 2020-21   | 2     | LEB Oro          | 15.º | –                        | 11-15 | –   | –             | –    |
| 2021-22   | 2     | LEB Oro          | 13.º | –                        | 14-20 | –   | –             | –    |
| 2022-23   | 2     | LEB Oro          | 16.º | Descenso                 | 8-26  | –   | –             | –    |
| 2023-24   | 2     | LEB Oro          | 16.º | Descenso                 | 10-24 | –   | –             | –    |
| 2024-25   | 3     | Segunda FEB      | 2.º  | Semifinal (2.º)/ Ascenso | 15-11 | 4-2 | Copa España   | FG   |

## Equipación
Primera Equipación: Camiseta azul, pantalón azul
Segunda Equipación: Camiseta blanca, pantalón blanco

## Cuerpo Técnico
- Entrenador: Mikel Garitaonandia
- Segundo Entrenador:  Dani Terrón
- Preparador Físico:  David Pérez
- Fisioterapeuta:  Alejandro Hidalgo
- Médico: Luis Segura Arrabal
- Delegado de equipo: Pedro Gutiérrez
- Delegado de campo: Aitor Alonso Salgado

## Directiva
- Presidente: Jaime Auday
- Vicepresidente: Oscar Valentín Madrid Aranda
- Gerente: Enrique Suárez Pino
- Área de Comunicación e Imagen: Aitor Vega
- Área de Marketing y Eventos: Celia Carrasco
- Vocales: Manuel Bernal Garrido, Carmelo Martínez Gómez,  Aitor Alonso Salgado, Alfonso Martínez Ubeda, José Torreblanca Laguna, Sergio Silva Fortes

## Patrocinadores
- Ciudad Autónoma de Melilla
- Melilla Ciudad del Deporte
- Melilla Turismo
- Viajes Iberia
- Totallogistic
- Shell V-Power
- Parador de Turismo
- Gran Casino Melilla